# Kanton Pouancé
Pouancé is een voormalig kanton van het Franse departement Maine-et-Loire. Het kanton maakte deel uit van het arrondissement Segré. Op 22 maart 2015 werd het kanton opgeheven en werden de gemeenten opgenomen in het aangrenzende kanton Segré.

## Gemeenten
Het kanton Pouancé omvatte de volgende gemeenten:
- Armaillé
- Bouillé-Ménard
- Bourg-l'Évêque
- Carbay
- La Chapelle-Hullin
- Chazé-Henry
- Combrée
- Grugé-l'Hôpital
- Noëllet
- Pouancé (hoofdplaats)
- La Prévière
- Saint-Michel-et-Chanveaux
- Le Tremblay
- Vergonnes